# Tá Diferente
Tá Diferente é o segundo álbum de estúdio do cantor brasileiro Lucas Lucco. Foi lançado em 14 de janeiro de 2014 pela Sony Music Brasil.

## Faixas CD
| N.º            | Título                                 | Compositor(es)                                              | Duração  |  |
| 1.             | "Toda Toda" (Part. Pikeno & Menor)     | Mc Menor                                                    | 3:09     |  |
| 2.             | "Gago"                                 | Gregory Castro, Juliano Tchula, Marília Mendonça            | 2:52     |  |
| 3.             | "Homem É Tudo Igual"                   | Deni Junior                                                 | 2:56     |  |
| 4.             | "Beijar à Queima-Roupa" (Part. Anitta) | Lucas Lucco, Flavinho do Kadet, Tierry Coringa, Rafinha RSQ | 3:09     |  |
| 5.             | "Tá Diferente"                         | Lucas Lucco, Wilibaldo Neto                                 | 3:13     |  |
| 6.             | "Pro Inferno Com Essa Paixão"          | Valéria Costa, Samuel Deolli                                | 2:39     |  |
| 7.             | "Saudade Idiota"                       | Marília Mendonça                                            | 4:04     |  |
| 8.             | "Coisa e Tal"                          | Peagá, Lucas Lucco, Wteykson                                | 3:43     |  |
| 9.             | "Pra Te Fazer Lembrar"                 | Lucas Lucco                                                 | 3:34     |  |
| 10.            | "Louca Louca"                          | Lucas Lucco, Márcia Araújo, Cassio Sampaio                  | 2:55     |  |
| 11.            | "Danadinha"                            | Lucas Lucco, Wilibaldo Neto, Romim Mata, Jujuba             | 2:34     |  |
| 12.            | "Vontade Louca"                        | Diego Monteiro                                              | 2:22     |  |
| 13.            | "Mozão"                                | Lucas Lucco, Wilibaldo Neto                                 | 4:11     |  |
| 14.            | "Só Nós Dois"                          | Peagá, Cesar Pascinni, Lucas Lucco, Wteykson                | 3:22     |  |
| 15.            | "Vou Trair"                            | Lucas Lucco, Flavinho do Kadet, Tierry Coringa, Rafinha RSQ | 2:35     |  |
| 16.            | "Tá Com Saudade de Mim (Bônus)"        | Lucas Souza, Marcelo Ventura, Sassinhora Jr.                | 2:56     |  |
| 17.            | "Rainha (Bônus)"                       | Lucas Lucco, Wilibaldo Neto, Romim Mata, Jujuba             | 3:12     |  |
| 18.            | "Pensando em Você (Bônus)"             | Moska                                                       | 3:09     |  |
| Duração total: | Duração total:                         | Duração total:                                              | 56min58s |  |

| Versão para Download |                                                        |                                                             |          |  |
| N.º                  | Título                                                 | Compositor(es)                                              | Duração  |  |
| 1.                   | "Toda Toda" (Part. Pikeno & Menor)                     | Mc Menor                                                    | 3:09     |  |
| 2.                   | "Gago"                                                 | Gregory Castro, Juliano Tchula, Marília Mendonça            | 2:52     |  |
| 3.                   | "Homem É Tudo Igual"                                   | Deni Junior                                                 | 2:56     |  |
| 4.                   | "Beijar à Queima-Roupa" (Part. Anitta)                 | Lucas Lucco, Flavinho do Kadet, Tierry Coringa, Rafinha RSQ | 3:09     |  |
| 5.                   | "Tá Diferente"                                         | Lucas Lucco, Wilibaldo Neto                                 | 3:13     |  |
| 6.                   | "Pro Inferno Com Essa Paixão"                          | Valéria Costa, Samuel Deolli                                | 2:39     |  |
| 7.                   | "Saudade Idiota"                                       | Marília Mendonça                                            | 4:04     |  |
| 8.                   | "Coisa e Tal"                                          | Peagá, Lucas Lucco, Wteykson                                | 3:43     |  |
| 9.                   | "Pra Te Fazer Lembrar"                                 | Lucas Lucco                                                 | 3:34     |  |
| 10.                  | "Louca Louca"                                          | Lucas Lucco, Márcia Araújo, Cassio Sampaio                  | 2:55     |  |
| 11.                  | "Danadinha"                                            | Lucas Lucco, Wilibaldo Neto, Romim Mata, Jujuba             | 2:34     |  |
| 12.                  | "De Mão em Mão (Exclusiva Digital)"                    | Lucas Lucco, Wilibaldo Neto                                 | 2:38     |  |
| 13.                  | "Vontade Louca"                                        | Diego Monteiro                                              | 2:22     |  |
| 14.                  | "Mozão"                                                | Lucas Lucco, Wilibaldo Neto                                 | 4:11     |  |
| 15.                  | "Só Nós Dois"                                          | Peagá, Cesar Pascinni, Lucas Lucco, Wteykson                | 3:22     |  |
| 16.                  | "Pensando em Você (Bônus)"                             | Moska                                                       | 3:09     |  |
| 17.                  | "Vou Trair"                                            | Lucas Lucco, Flavinho do Kadet, Tierry Coringa, Rafinha RSQ | 2:35     |  |
| 18.                  | "Sua Linda (Exclusiva Digital)" (Part. Wesley Safadão) | Lucas Lucco, Denner Ferrari                                 | 3:25     |  |
| Duração total:       | Duração total:                                         | Duração total:                                              | 56min50s |  |